# Хайнрих XI фон дер Шуленбург
Хайнрих XI фон дер Шуленбург (на немски: Heinrich XI von der Schulenburg; * 6 септември 1621 в Ангерн в Саксония-Анхалт; † 11 септември 1691 в Конерт/Кенерт в Саксония-Анхалт) е благородник от род „фон дер Шуленбург“ от клон „Бялата линия“.
Той е най-малкият син на Хенинг III фон дер Шуленбург (1587 – 1637) и съпругата му Катарина Шенк фон Флехтинген († сл. 1638), дъщеря на Вернер Шенк фон Флехтинген († 1597) и Сабина фон Бредов († 1632).
Фамилията фон дер Шуленбург получава дворец Ангерн през 1448 г. от архиепископа на Магдебург граф Фридрих III фон Байхлинген и го притежават почти 500 години до 1947 г. Фамилията притежава от 1448 г. и дворец Конерт/днес Кенерт.

## Фамилия
Хайнрих XI фон дер Шуленбург се жени ок. 1649 г. за Флорина фон дем Кнезебек (1629 – 1712), дъщеря на Кристоф II фон дем Кнезебек и Доротея Дагевоерде. Те имат 7 сина, между тях:
- Хенинг Кристоф фон дер Шуленбург (* 16 декември 1649; † 27 декември 1683, Щасфурт), женен на 6 декември 1676 г. в Щасфурт за Мария Доротея фон Легат (* 8 октомври 1646, Щасфурт; † 3 септември 1682, Щасфурт); имат два сина
- Хайнрих фон дер Шуленбург (* 1668, Ангерн; † 1702), женен I. за Доротея Емеренция фон Мюнххаузен (* 1666, Вегелебен; † 1698); имат син; II. 1700 г. за Барбара Доротея фон Линдтщедт